# طیف (علوم فیزیکی)

نموداری که طیف الکترومغناطیسی را نشان می‌دهد.

در علوم فیزیکی، اصطلاح طیف (انگلیسی: Spectrum) نخستین بار در علم نورشناسی و توسط آیزاک نیوتن در سده ۱۷ میلادی مطرح شد و اشاره به بازه رنگ‌هایی داشت که هنگام پراکنده‌شدن نور سفید از میان یک منشور مشاهده می‌شود. به زودی این اصطلاح برای اشاره به نموداری از شدت یا توان نور به عنوان تابعی از فرکانس بسامد یا طول موج به‌کار رفت و همچنین به عنوان چگالی طیفی شناخته شد.
بعداً کاربرد اصطلاح طیف گسترش یافت و برای موج‌های دیگر مانند موج صدا و موج دریا نیز که می‌توانند به عنوان تابعی از بسامد اندازه‌گیری شوند، به‌کار رفت. این اصطلاح همچنین به سیگنال‌های انتزاعی‌تر که در آن‌ها طیف توان قابل تحلیل و پردازش است نیز گسترش یافته‌است. این اصطلاح اکنون به هر سیگنالی که می‌تواند در طول یک متغیر پیوسته اندازه‌گیری یا تجزیه شود، اعمال می‌شود؛ مانند انرژی در طیف‌شناسی الکترون یا نسبت جرم به شارژ در طیف‌سنجی جرمی. اصطلاح طیف همچنین برای اشاره به نمایش گرافیکی سیگنال به عنوان تابعی از متغیر وابسته استفاده می‌شود.